# ادیتوریوم

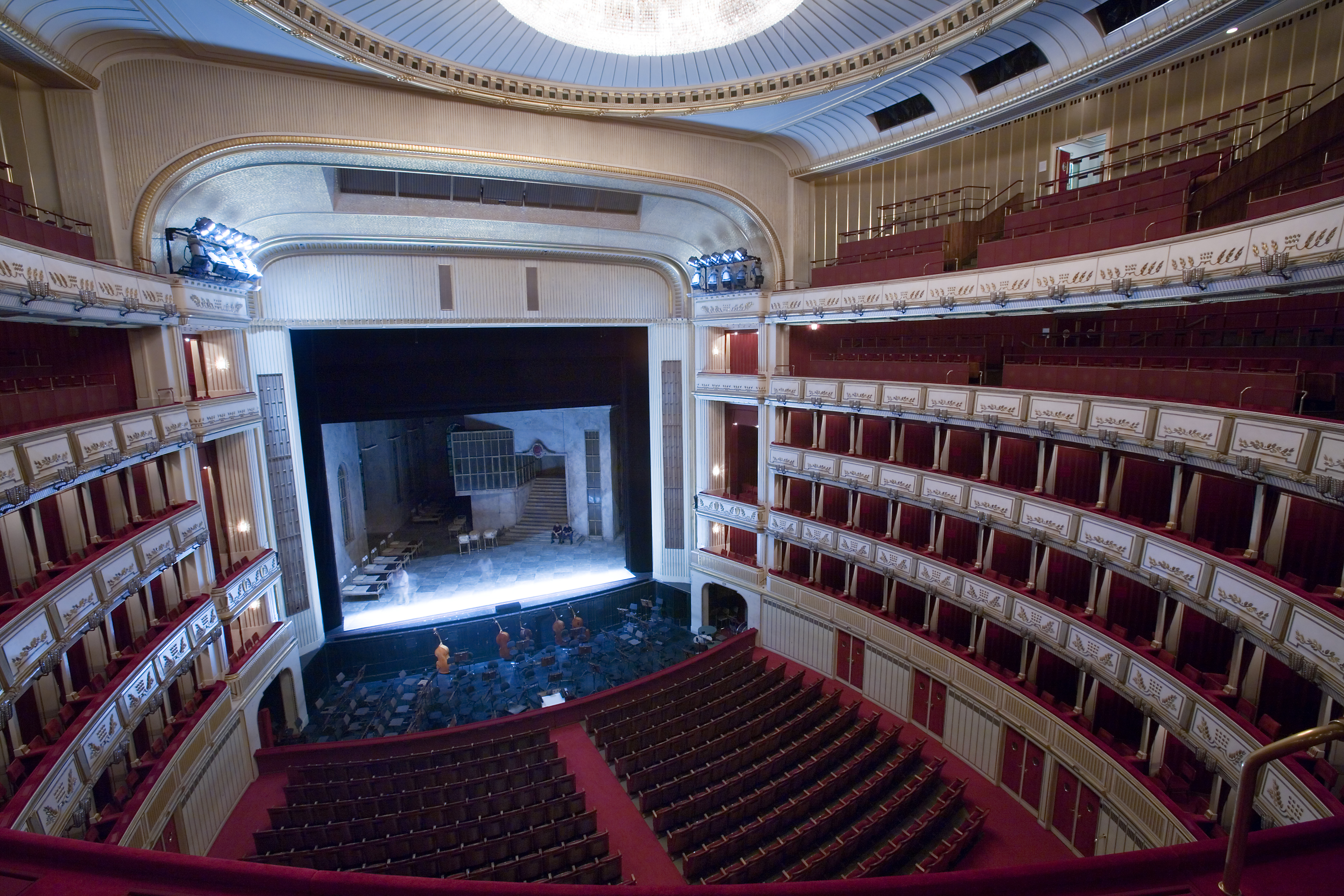
ادیتوریوم‌های اپرا ایالتی وین.

ادیتوریوم یا سالن نمایش (انگلیسی: Auditorium) اتاقی است که برای اینکه مخاطب اجراها را در محل‌های برگزاری تئاترها، کنسرت‌ها و سینماها ببیند یا بشنود ساخته شده‌است.